# Succiniraptor radiatus
Succiniraptor
Genre
Espèce
Synonymes
- † Syphax radiatus C. L. Koch & Berendt, 1854
- † Succiniraptor paradoxus Wunderlich, 2004

Succiniraptor radiatus, unique représentant du genre Succiniraptor, est une espèce fossile d'araignées aranéomorphes de la famille des Thomisidae.

## Distribution
Cette espèce a été découverte dans de l'ambre de la mer Baltique. Elle date du Paléogène.

## Publications originales
- (de) C. L. Koch & Berendt 1854 : Die im Bernstein befindlichen Crustaceen, Myriapoden, Arachniden und Apteren der Vorwelt. Die in Berstein befindlichen Organischen Reste der Vorwelt. Berlin, vol. 1, n. 2, p. 1-124.
- (en) Wunderlich, 2004 : The new spider (Araneae) family Borboropactidae from the tropics and fossil in Baltic amber. Beiträge zur Araneologie, vol. 3, p. 1737–1746.